# Le Gerfaut
Pour les articles homonymes, voir Le Gerfaut (homonymie).

Le Gerfaut est un roman historique français de Juliette Benzoni paru en 1976. Il compose le premier volet de la tétralogie Le Gerfaut des brumes.
Il a été adapté à la télévision en 1987 par Marion Sarraut.

## Personnages
- Gilles Goëlo
- Judith de Saint-Mélène
- Axel de Fersen